# Graptodytes ignotus
Graptodytes ignotus är en skalbaggsart som först beskrevs av Étienne Mulsant och Claudius Rey 1861.  Graptodytes ignotus ingår i släktet Graptodytes och familjen dykare. Inga underarter finns listade i Catalogue of Life.